# Bąk (motoszybowiec)
Bąk – polski motoszybowiec konstrukcji inżyniera Antoniego Kocjana, pierwszy polski statek powietrzny wyposażony w usterzenie płytowe.

## Historia
W 1935 roku Antoni Kocjan opracował koncepcję motoszybowca Bąk, w oparciu o szybowce Mewa i Orlik jego konstrukcji. Budową prototypu zajęły się Warsztaty Szybowcowe w Warszawie i została ona ukończona w 1937 roku. Motoszybowiec otrzymał znaki rejestracyjne SP-692 i został w marcu oblatany w Warszawie z silnikiem Kröber M-3 o mocy 18 KM. Udział w lotach brali piloci: Michał Offierski, A. Onoszko i Z. Babiński. 

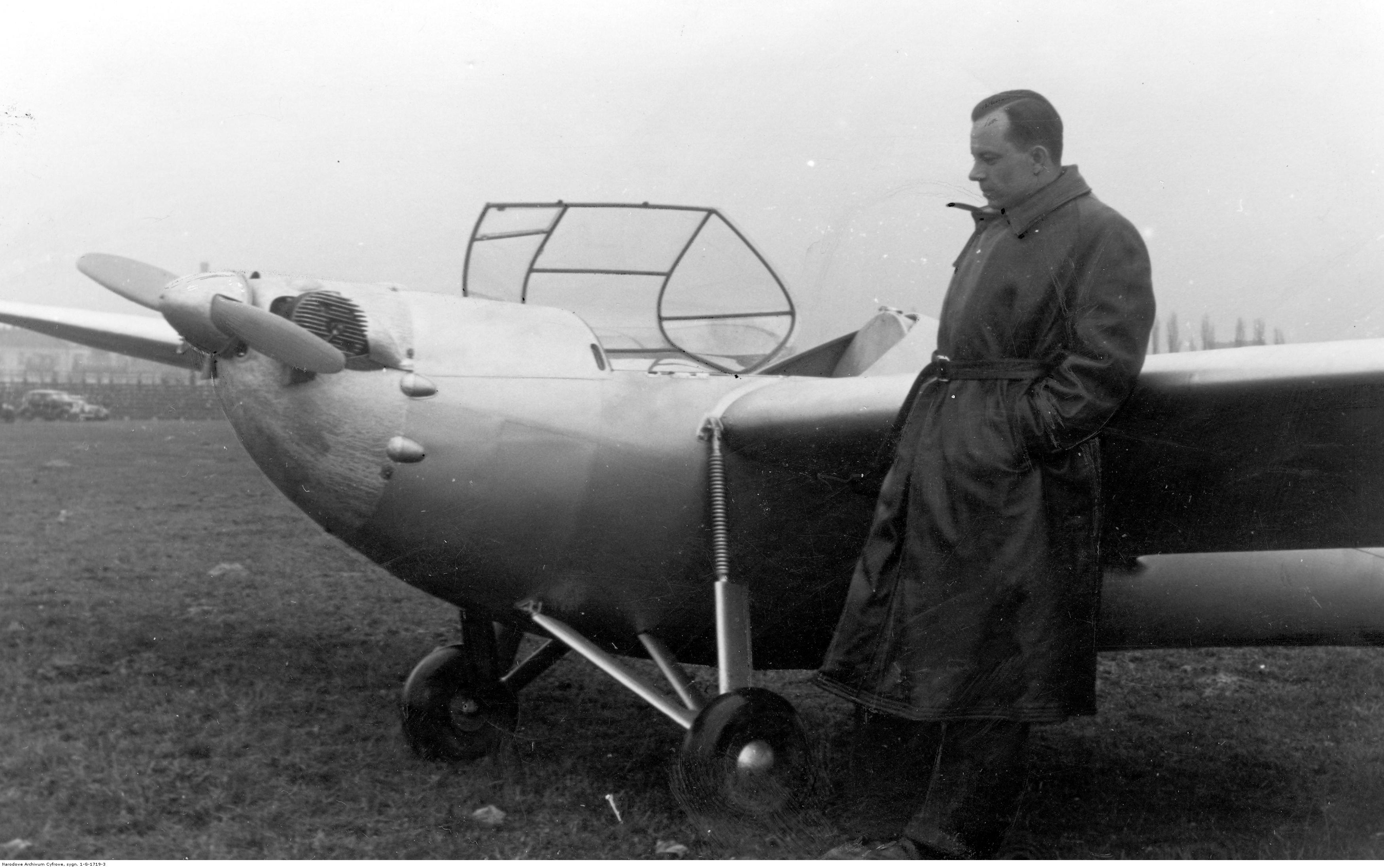
Motoszybowiec Bąk, obok pil. Michał Offierski

Próby w Instytucie Technicznym Lotnictwa trwały do listopada 1937 roku i w ich ramach wykonano loty trwające 120 godzin. W trakcie badań wprowadzono zmiany konstrukcyjne łoża silnika oraz wymieniono śmigło. Już podczas lotów fabrycznych Bąk wykazał bardzo dobre właściwości lotne. 2 maja 1937 roku Michał Offierski wykonał lot bezsilnikowy trwający 1 h 54 min, a 3 maja, również w locie bezsilnikowym trwającym 3 h, wzniósł się na wysokość 1200 m. 6 czerwca konstruktor w locie bezsilnikowym uzyskał przewyższenie 1900 m. Wykonano kilka przelotów na odcinkach powyżej 150 km, np. Warszawa - Katowice oraz Warszawa - Inowrocław. Pomyślenie wypadły również próby wyłączania silnika w locie i jego ponownego uruchamiania – było to możliwe po uzyskaniu prędkości 150 km/h w locie ślizgowym.
Jeszcze przed zakończeniem prób, wyłącznie na podstawie obiecujących wyników pierwszych lotów, Liga Obrony Powietrznej i Przeciwgazowej zamówiła budowę kolejnego egzemplarza. Został on wykonany w 1937 roku i otrzymał znaki rejestracyjne SP-1102. Na tym egzemplarzu Michał Offierski ustanowił dwa rekordy międzynarodowe. 16 lutego 1938 roku osiągnął wysokość 4595 m, a 23 lutego pobił rekord długotrwałości lotu utrzymując się w powietrzu przez 5 h 24 min i 19 sek. Rekordy zostały ustanowione nad Warszawą, po starcie z mokotowskiego lotniska.
W dniach 13-18 czerwca 1938 roku Bolesław Kocjan, brat konstruktora, wykonał na Bąku lot z Warszawy na Węgry i dalej do Jugosławii na odległość 2650 km. Podczas pobytu w Jugosławii pilot prezentował w Belgradzie nową polską konstrukcję w locie, ponadto przeszkolił na niej kilku pilotów jugosłowiańskich.
We wrześniu 1938 roku Bolesław Kocjan na motoszybowcu Bąk wziął udział w Rajdzie Bałtyckim przechodzącym przez 9 państw i liczącym ok. 5 000 km. Trasa przebiegała przez miasta: Warszawa – Kowno – Ryga – Tallinn – Helsinki – Turku – Sztokholm – Göteborg – Kopenhaga – Hamburg – Haga – Bruksela – Liège – Antwerpia – Kolonia – Bielefeld – Erfurt – Berlin – Poznań – Warszawa. We wszystkich odwiedzanych miastach, poza Kownem i miastami niemieckimi, odbyły się pokazy w locie, podczas których Bąk wykonywał akrobacje.
Doświadczenia z eksploatacji dwóch pierwszych egzemplarzy oraz duże zapotrzebowanie na tego typu motoszybowiec, doprowadziły do skonstruowania ulepszonej wersji. W nowej konstrukcji zastosowano belgijski silnik Sarolea Albatros o pojemności 1100 cm3 i mocy 32 KM. Został zarejestrowany jako samolot słabosilnikowy i otrzymał znaki SP-BRK i nazwę własną „Kolejarz Warszawski 13” (koszty budowy pokrył Warszawski Okręg Kolejarzy LOPP). Egzemplarz ten stał się prototypem wersji seryjnej, którą oznaczono Bąk II. Egzemplarze seryjne Bąka II różniły się od prototypu mniejszą rozpiętością i powierzchnią nośną. Do grudnia 1938 roku wyprodukowano 8 egzemplarzy, w 1939 roku LOPP zamówił kolejne 10 sztuk. 
Aeroklub Śląski, który był właścicielem drugiego egzemplarza Bąka, przeprowadził w 1938 roku kurs, na którym przeszkolono 10 pilotów szybowcowych w lotach silnikowych. W ciągu 8. dni wykonano loty na trzech "Bąkach" trwające 80 godzin, podczas których przeszkolono pilotów w zakresie kołowania i lądowania na podwoziu dwukołowym, lotów w warunkach noszeń termicznych i ich braku. Z braku czasu nie wykonano lotów stricte szybowcowych. Kurs został uznany za udany, po jego zakończeniu zaplanowano następny.

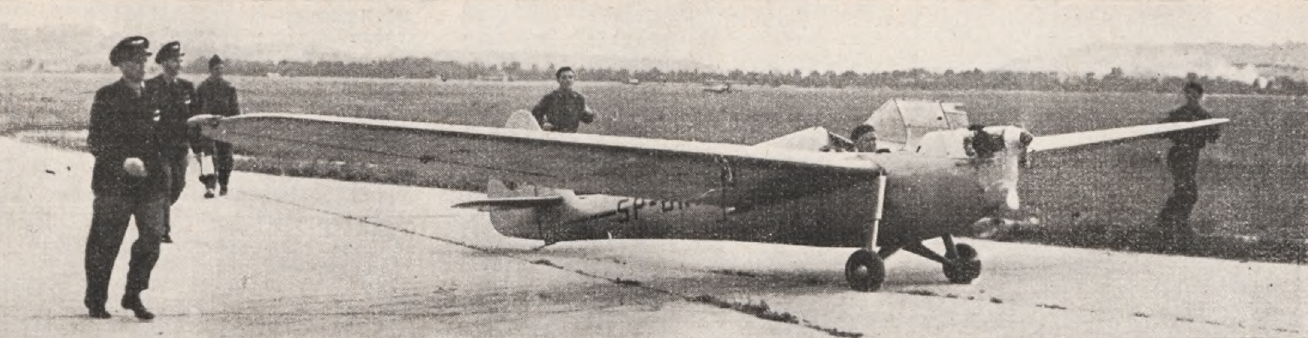
Motoszybowiec Bąk na lotnisku w Rzymie, 1939 r.

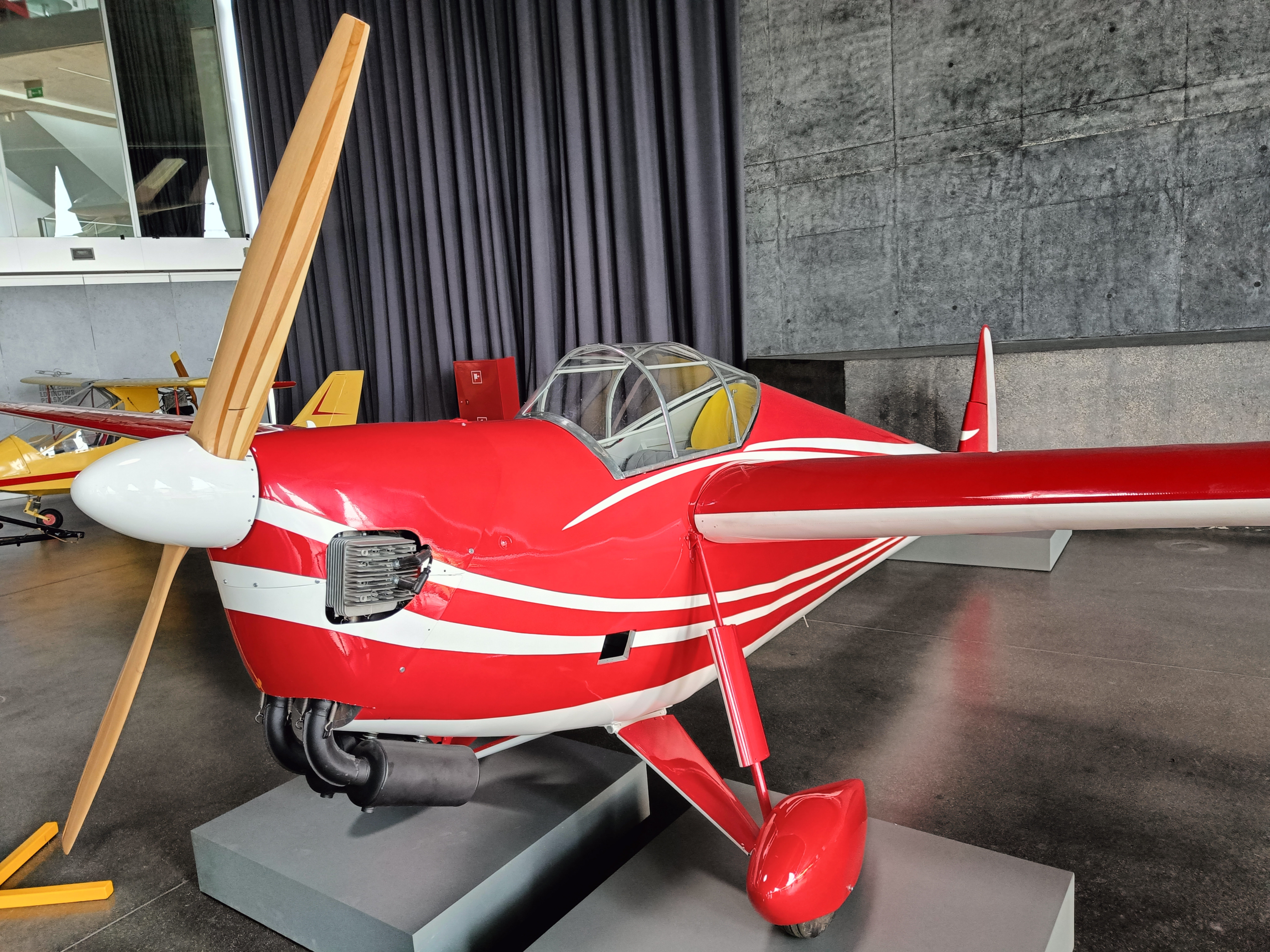
Replika motoszybowca Bąk II eksponowana w 2023 r. w Muzeum Lotnictwa Polskiego w Krakowie

Na motoszybowcu SP-BRK pilot Tadeusz Derengowski w dniach 29 maja – 4 czerwca 1939 roku wziął udział w Międzynarodowym Zlocie Prasowym. Po przeleceniu 4 035 km po trasie Warszawa – Kowno – Wilno – Ryga – Tallinn – Wilno – Warszawa – Lwów – Budapeszt – Zagrzeb – Wenecja – Piza – Rzym zajął II miejsce w klasyfikacji ogólnej (na 42 startujące samoloty) z wynikiem 31 147 punktów. Udział w tym zlocie wykazał dużą przydatność Bąka do uprawiania turystyki lotniczej. Okazał się maszyną bardzo prostą w obsłudze — czynności związane z hangarowaniem, przygotowaniem do startu czy zapuszczenie silnika mógł wykonać pilot bez dodatkowej pomocy. Kabina była obszerna i wygodna, co miało znaczenie przy długotrwałych przelotach. Charakteryzował się krótkim startem i lądowaniem oraz solidnym podwoziem, co miało znaczenie przy lądowaniu w terenie.
Do wybuchu wojny zbudowano ponad 10 egzemplarzy (łącznie w wersji Bąk i Bąk II), które wykorzystywano w szkołach lotniczych w Polsce. Konstrukcja wzbudziła zainteresowanie w innych krajach, jeden Bąk II był budowany na licencji w Estonii z silnikiem Sarolea. Żaden ze zbudowanych motoszybowców nie przetrwał II wojny światowej.
Z samolotu zostały jedynie plany konstrukcyjne z 1939 roku, dzięki którym Fundacja Zabytki Polskiego Nieba zbudowała replikę motoszybowca. W marcu i kwietniu 2023 roku był on tymczasowo eksponowany w Muzeum Lotnictwa Polskiego w Krakowie.

## Konstrukcja
Jednomiejscowy motoszybowiec w układzie wolnonośnego średniopłata z silnikiem ze śmigłem ciągnącym.
Kadłub o konstrukcji półskorupowej, przekroju owalnym, kryty sklejką. Kabina pilota zamknięta, wyposażona w fotel dostosowany do spadochronu plecowego. Tablica przyrządów wyposażona w prędkościomierz, wysokościomierz, wariometr, busolę, zakrętomierz i obrotomierz. W środkowej części kadłuba znajdował się bagażnik o wymiarach 45 x 30 x 25 cm. Za kabiną pilota był umieszczony zbiornik paliwa.
Skrzydło o obrysie trapezowym, zaokrąglone na końcu, dwudzielne, jednodźwigarowe, kryte sklejką brzozową do dźwigara, dalej płótnem. Skrzydło mocowane było do kadłuba trzema sworzniami i wyposażone w lotki o napędzie popychaczowym, kryte płótnem. W części przykadłubowej znajdowały się małe bagażniki dostępne w czasie lotu.
Usterzenie poziome dwudzielne, płytowe, wolnonośne. Statecznik pionowy wykonany jako integralna część kadłuba. 
Podwozie stałe, trójpunktowe. Golenie główne wyposażone w amortyzatory olejowo-sprężynowe, kółko ogonowe samonastawne.
Silnik w wersji Bąk I to Köller Kröber M-3 – dwusuwowy, dwucylindrowy chłodzony powietrzem o mocy 18 KM. W wersji Bąk II zamontowano silnik Sarolea Albatos 9 - dwusuwowy, dwucylindrowy chłodzony powietrzem o mocy 32 KM. Śmigło drewniane, stałe.